# ФК „Чавдар“ (Троян)
ФК „Чавдар“ е Футболен клуб от град Троян.
Основан е през 1961 г. под името „Чавдар“. От 1979 до 1992 г. се нарича „Хемус“, а след 1992 г. - ФК „Троян“. През 2003 г. отборът е преименуван на „Олимпик-2“ като сателитен отбор на отбора „Олимпик“ от съседния град Тетевен. През 2006 г. настоящият президент Николай Стойчев инвестира 12 хил. лева и преименува тима на „Чавдар 2006“.
Отборът играе домакинствата си на стадион „Чавдар“, който е с капацитет 5000 зрители. Старши треньор е Венцислав Кепов. През лятото на 2011 г. трибуната е обновена и са поставени 1000 седалки. На 30 май 2012 г. на събранието на клуба е избран нов президент. Това е троянският бизнесмен Мирослав Тодоров. Още в началото той влага пари за обновяване на сградата до стадиона. Отборът играе с червени фланелки, бели гащета и червени калци, гостуващият екип му е синя фланелка, жълти гащи и сини калци.

## Кратка история
След основаването си отбора започва да играе в областните групи. След няколко сезона отбора получава промоция в Северозападната В футболна група. Най-доброто постижение на клуба е четвърто място във Западна Б футболна група. Най-посещаемият мач на тима е протоколната среща в последния кръг от Б Група срещу Етър (Велико Търново). Мачът завършва 1:1 и е гледан от над 12 000 зрители на стадион „Чавдар“. Впоследствие Етър (Велико Търново) завършва трети и не успява да се класира в А група.

## Ново начало
На 17.06.2012 г. на заседание на управниците на зона Велико Търново е съобщено, че от сезон 2012/2013 „Чавдар“ Троян е нов и сигурен участник в Северозападната В група. Преди началото на сезона „Чавдар 2006“ (Троян), влязъл в групата от ОФГ Ловеч, се преименува на „Чавдар“ (Троян) .

## Състав
Вратари
- Давид Тодоров
- Данаил Данов (Данчо)
- Николай Стефанов (Пижо)
- Деян Недев (Баджо)
- Николай Нейчев
- Пепи Върбановски
- Тонко Петков

Нападатели:
- Боби Иванов
- Владислав Трифонов (Въди)
- Момчил Хрисов (Момбата)
- Пепи Върбановски
- Мартин Кушев

## Треньорско ръководство
- Мирослав Тодоров – президент на клуба
- Димитър Колев – треньор на младежките формации.
- Александър Николов – треньор на детските и подготвителните формации
- Венцислав Кепов – старши треньор на мъжкия отбор
- Тодор Комитов – отговорник по спорта в община Троян.

## Успехи
- Национално първенство

4-то място в Западна Б Група: 1972 

5-о място в Западна Б Група: 1970 и 1976

13 участия в Б група

- Купа на България

Полуфиналист: 1982
Четвъртфиналист: 1979
Осминафиналист: 1981
- Други

Победи над отборите на: Литекс (Ловеч), Доростол (Силистра), Янтра (Габрово), Локомотив (София), ЦСКА (София)

## Известни футболисти
- Венцислав Кепов
- Йордан Костов
- Никола Влъчков
- Желязко Славов
- Методи Методиев
- Пламен Вълков
- Стефан Спасов - старши
- Мартин Кушев
- Иван Чакърски
- Стойко Атанасов
- Андрей Андреев
- Владислав Трифонов
- Ивайло Ивановски (Рибата)
- Георги Ивановски
- Станимир Памукчиев
- Ивайло Стоименов
- Гадю Миревски
- Ивайло Любчев
- Альоша Андонов
- Иван Минковски
- Николай Нейчев
- Максим Стойков
- Станимир Бочев
- Бисер Блажков Иванов
- Ивелин Ангелов - Близнака (к)
- Красимир Балабанов - кобрата
- Преслав Петров
- Кристиян Ангелов
- Николай Котовски
- Станислав Бенев
- Марио Бисеров
- Никола Иванов
- Йордан Нешков
- Даниел Доневски
- Дилян Станевски